# 李師兒
李師兒（12世纪？—1209年），金章宗寵妃，其封號為元妃（僅次於皇后）。父李湘，母王盻兒。

## 生平
出身皆貧賤。由於李氏家被定罪，師兒早年沒入宮籍監，到大定（1161年-1189年）末年時又以監戶女子身份入宮。
李師兒入宮後，和一群宮女一起向宮教張健學習，但是因為宮中有規定，宮教教書時需與宮女之間隔上紗障，因此師生之間的溝通是見不到面的。其中師兒領悟力最好，張健不知長相，只知她聲音清亮。一日章宗問起女子裡哪個最聰明，張健說是聲音清亮的那個女子最聰明；而宦官梁道贊美師兒才貌雙全，勸章宗納她為妃。師兒不但聰明有才氣，又知道察言觀色，於是大大的得到章宗寵幸。明昌四年（1193年），封為昭容，第二年又進封為淑妃。她的父親李湘追贈為金紫光祿大夫、上柱國、隴西郡公，而祖父與曾祖父都得到追贈。
師兒之兄李喜兒曾經是強盜，但卻因為妹妹得寵的關係，與弟弟李鐵哥都被拔擢為顯要親近，權傾朝廷，於是成為追逐名利之徒依附的對象。與他們系譜相通的人，也沾了光；而胥持國甚至因為依附他們，進而得到宰相之位。結果眾人都知道朝廷腐敗，卻都不敢抨擊，終於使天下大亂。
章宗的正室蒲察氏在他登基前就已经去世。章宗即位，追册蒲察氏为钦怀皇后。其后沒有再立皇后，章宗便很想立李妃為皇后。然而金國建國以來，一向與徒單、唐括、蒲察、拏懶、僕散、紇石烈、烏林荅、烏古論等部通婚，冊立皇后和公主下嫁的人選都主要以這些部族為主。李妃出身卑賤，本是犯人之女，大臣當然不能同意。章宗不得已，只好進封她為元妃，但她的地位待遇實際上等於皇后一般。
一日，章宗在宮中設宴，有優人上前表演。有人問起國家有何符瑞？優人反問：「你不曾聽過鳳凰嗎？」對方回答：「聽過，但不知詳情。」優人便說了：「鳳凰飛的方向有四個，所表達的意義也不一樣。若向上飛則風雨順時，向下飛則五穀豐登，向外飛則四國來朝，向『裡飛』（音同『李妃』）則加官進祿。」皇帝聽完，一笑置之。
蒲察氏與其她妃子都曾生育，但都夭折。承安五年（1200年），金章宗因沒有後嗣而到太廟、山陵等地禱告。泰和三年（1203年），李元妃生下皇子完顏忒鄰，封為葛王，但是兩歲時就死了。到了泰和八年（1208年），後宮承御賈氏與范氏都有孕，但章宗已病得很重，由於章宗最喜歡叔叔衛王完颜永济，便想把皇位讓給他，而元妃與太監李新喜也商議要立衛王。不久章宗過世，遺詔由皇叔衛王即位，並表達自己後宮有兩位姬妾有孕，若其中生有男胎，就立為皇儲；如果都是男的，則選適當的繼承。
完颜永济即位後的大安元年（1209年）二月，下詔表示承御范氏之子早已流產，因此范氏自願削髮為尼，並祈求章宗顯靈保祐賈氏安產。到了四月，又下詔表示有人密告李妃實與其母王盻兒及太監李新喜合謀，命令賈氏詐稱有孕，等足月時再從李家找嬰兒入宮；此外章宗平日臨幸其他妃嬪，李氏因嫉妒而命女巫李定奴作法，使章宗無嗣。於是完颜永济依照這些罪嫌，賜李元妃自盡，王盻兒與李新喜被處死刑，李氏兄弟追回職務並回復其犯人身份、流放遠地，而被認為受指使假裝懷孕的賈氏也被賜死。
由於章宗才過世三天，宣稱有孕的范氏便動了胎氣流產，於是完顏匡便找到理由獻計向完颜永济邀功。李妃被定罪後，天下人不再稱她李元妃，而都直呼為李師兒。一直等到胡沙虎殺害衛紹王並改立宣宗後，宣宗才洗刷賈氏的冤屈，而李氏一族也得以被赦免還家。